# Rhadinaea sargenti
Rhadinaea sargenti är en ormart som beskrevs av Dunn och Bailey 1939. Rhadinaea sargenti ingår i släktet Rhadinaea och familjen snokar.
Inga underarter finns listade i Catalogue of Life.
Denna orm förekommer i centrala Panama. Arten lever i kulliga områden mellan 300 och 800 meter över havet. Individerna vistas i fuktiga skogar och de håller till på marken. Honor lägger ägg.
Det kända utbredningsområdet är litet men det är utvisat som en skyddszon. IUCN listar arten som livskraftig (LC).